# 신두-사우비라
신두-사우비라(산스크리트어 : Sindhu-Sauvīra ; 팔리어 : Sindhu-Sovīra)는 인도의 철기 시대에 존재가 입증된 아대륙 서부 지역의 고대 인도아리아인 왕국이었다.

## 위치
신두-사우비라의 영토는 인더스 계곡 하류를 덮었으며, 남쪽 경계는 인도양이고 북쪽 경계는 물탄 주변의 펀자브이다.
신두는 인더스강과 술라이만산맥 사이의 내륙 지역의 이름이었고, 사우비라는 오늘날의 물탄 지역만큼 북쪽 인더스강 동쪽의 내륙 지역뿐만 아니라 왕국의 해안 지역의 이름이었다. 
신두-사우비라의 수도는 로루카 및 비타바야 또는 비티바야로 명명되었으며 중세 시대의 아로흐르와 현대의 로흐리에 해당한다.

## 역사

### 왕국
다양한 자료들에 따르면, 기원전 6세기에서 5세기 동안 신두-사우비라는 우다야나 또는 우드라야나, 루드라야나라는 이름의 강력한 왕에 의해 통치되었다. 우다야나는 남아시아 북동부에 있는 강력한 밧지 연맹의 수장인 체타카의 딸인 프라바바티 공주와 결혼했는데, 따라서 그녀 자신은 마하비라의 사촌이었으며, 마하비라 본인은 체타카의 여동생 트리샬라의 아들이었다. 그의 조카 마하비라의 가르침에 숙달한 체타카는 자이나교를 받아들여 리차비족이 이끄는 밧지 연맹의 수도인 바이샬리를 자이나교의 요새로 만들었고, 그의 딸들과 다양한 지도자들의 결혼은 남아시아 북부 전역에 걸쳐 자이나교가 확산되는 데에 기여했다.
자이나교의 사료에 따르면, 우다야나는 비타바야에서 마하비라의 설법을 듣고 자이나교로 개종했으며,  마가다 왕에 의해 앙가의 수도 캄파의 총독으로 파견된 아자타샤트루의 궁정에 망명한 자신의 아들 아비지트쿠마라 대신 누이 케시쿠마라의 조카에게 왕위를 물러준 후 자이나교 승려가 되었지만, 불교 사료에서는 우드라야나가 자이나교 대신 불교를 받아들였고 부처에 의해 안수되었다고 주장한다.

### 페르시아의 침공
기원전 518년, 신두-사우비라는 아케메네스조 페르시아의 왕중왕 다리우스 1세에 의해 정복되었고, 그 후 힌두스의 사트라피(속주)로 합병되었다.

### 후기 역사
사우비라 민족 또는 국가는 루드라다만 1세의 주나가드 비문에 언급되어 있다.

## 같이 보기
- 신드인
- 인도의 역사
- 파키스탄의 역사
- 간다라 왕국

### 참고 문헌
- Deo, Shantaram Bhalchandra (1956). 《History of Jaina Monachism from Inscriptions and Literature》. Pune, India: Deccan College Post-Graduate and Research Institute. ISBN 978-9-333-68377-7.
- Jain, Kailash Chand (1974). 《Lord Mahāvīra and His Times》. Delhi, India: Motilal Banarsidass. 66쪽. ISBN 978-8-120-80805-8.
- Sharma, J. P. (1968). 《Republics in Ancient India, C. 1500 B.C.-500 B.C.》. Leiden, Netherlands: E. J. Brill. ISBN 978-9-004-02015-3.
- Sikdar, Jogendra Chandra (1964). 《Studies in the Bhagawatīsūtra》. Muzaffarpur, Bihar, India: Research Institute of Prakrit, Jainology & Ahimsa. 388–464쪽.